# Karolew (powiat grójecki)
Karolew – wieś sołecka w Polsce położona w województwie mazowieckim, w powiecie grójeckim, w gminie Pniewy.
W latach 1975–1998 miejscowość należała administracyjnie do województwa radomskiego.
Przez miejscowość przebiega droga krajowa DK 50. W miejscowości znajduje się kaplica Św. Idziego i pozostałości starego cmentarza ewangelickiego. 